# Exzellenzinitiative
Die Exzellenzinitiative des Bundes und der Länder zur Förderung von Wissenschaft und Forschung an deutschen Hochschulen war ein 2005/06 erstmals ausgelobtes Förderprogramm in Deutschland, das parallel zur grundlegenden Umstellung des Hochschulwesens durch den Bologna-Prozess anlief. Es ist ab 2017/18 durch die Exzellenzstrategie abgelöst worden, deren Förderung 2019 begann. Mit der Exzellenzinitiative reagierte die Bundesregierung auf das Lissabon-Programm der EU aus dem Jahr 2000. Darin verpflichteten sich die EU-Mitgliedstaaten, in ihre Bildungs- und Wissenschaftssysteme zu investieren, um Europa so bis 2010 zum wettbewerbsfähigsten und dynamischsten wissensgestützten Wirtschaftsraum der Welt zu machen. Die Exzellenzinitiative (Exini) sollte dazu dienen, „[…] den Wissenschaftsstandort Deutschland nachhaltig [zu] stärken, seine internationale Wettbewerbsfähigkeit [zu] verbessern und Spitzenforschung an deutschen Hochschulen sichtbar [zu] machen (BMBF).“

## Vorgeschichte und Konzept
Ins Leben gerufen wurde die Exzellenzinitiative von der damaligen SPD-Bundesministerin für Bildung und Forschung, Edelgard Bulmahn, die mit der Idee der Organisation eines deutschlandweiten Wettbewerbs zwischen allen deutschen Universitäten unter dem Titel „Brain up! Deutschland sucht seine Spitzenuniversitäten“ im Januar 2004 erstmals an die Öffentlichkeit ging. Getragen wurde die Bekanntmachung von einem Entschluss des SPD-Parteipräsidiums einige Tage zuvor, der zum Inhalt hatte, die Rahmenrichtlinien für die Reform des deutschen Hochschulsystems voranzutreiben.
Aufgeteilt war die Exzellenzinitiative in die drei Förderlinien „Zukunftskonzepte“ (Entwicklung der Gesamtuniversität), „Exzellenzcluster“ (Förderung der Forschung eines Themenkomplexes) und „Graduiertenschule“ (Förderung von Doktoranden in einem breiten Wissenschaftsgebiet). In zunächst zwei Förderrunden wurden neun Zukunftskonzepte, 37 Anträge auf Exzellenzcluster (2. Förderlinie) und 39 Anträge auf Graduiertenschulen (1. Förderlinie) bewilligt. Die Durchführung der Exzellenzinitiative beruht auf Verwaltungsvereinbarungen zwischen Bund und Ländern.
Im Jahr 2019 wurde das Förderprogramm unter dem Namen Exzellenzstrategie in veränderter Form fortgesetzt. Es umfasste nun nur noch die Förderlinien Exzellenzcluster und Exzellenzuniversitäten. Die ehemaligen Förderlinien „Zukunftskonzepte“ und „Graduiertenschule“ fielen weg. Im September 2017 veröffentlichten die Deutsche Forschungsgemeinschaft und der Wissenschaftsrat die Vorentscheidung in Form einer Liste der zum Antrag aufgeforderten Projekte. Die Aufforderung zur Antragstellung erging an 88 Projekte von 41 Hochschulen in 13 Bundesländern. Beworben hatten sich 195 Projekte. Aufgrund der endgültigen Anträge wird im September 2018[veraltet] die international besetzte Exzellenzkommission über die endgültigen Genehmigungen entscheiden, die voraussichtlich 45 bis 50 Projekte umfassen wird. Diejenigen Universitäten, die mindestens zwei Cluster in der Förderung haben werden, können sich dann darüber hinaus um den Titel einer Exzellenzuniversität bewerben.
Außeruniversitäre Forschungsorganisationen wurden durch die Forschungs-Förderinitiative Pakt für Forschung und Innovation unterstützt. Die Hochschulen in Deutschland wurden außerdem durch den Hochschulpakt 2020 gefördert, der vor allem eine Reaktion auf die wachsende Zahl von Studenten durch die Aussetzung der Wehrpflicht und durch doppelte Abiturjahrgänge war.

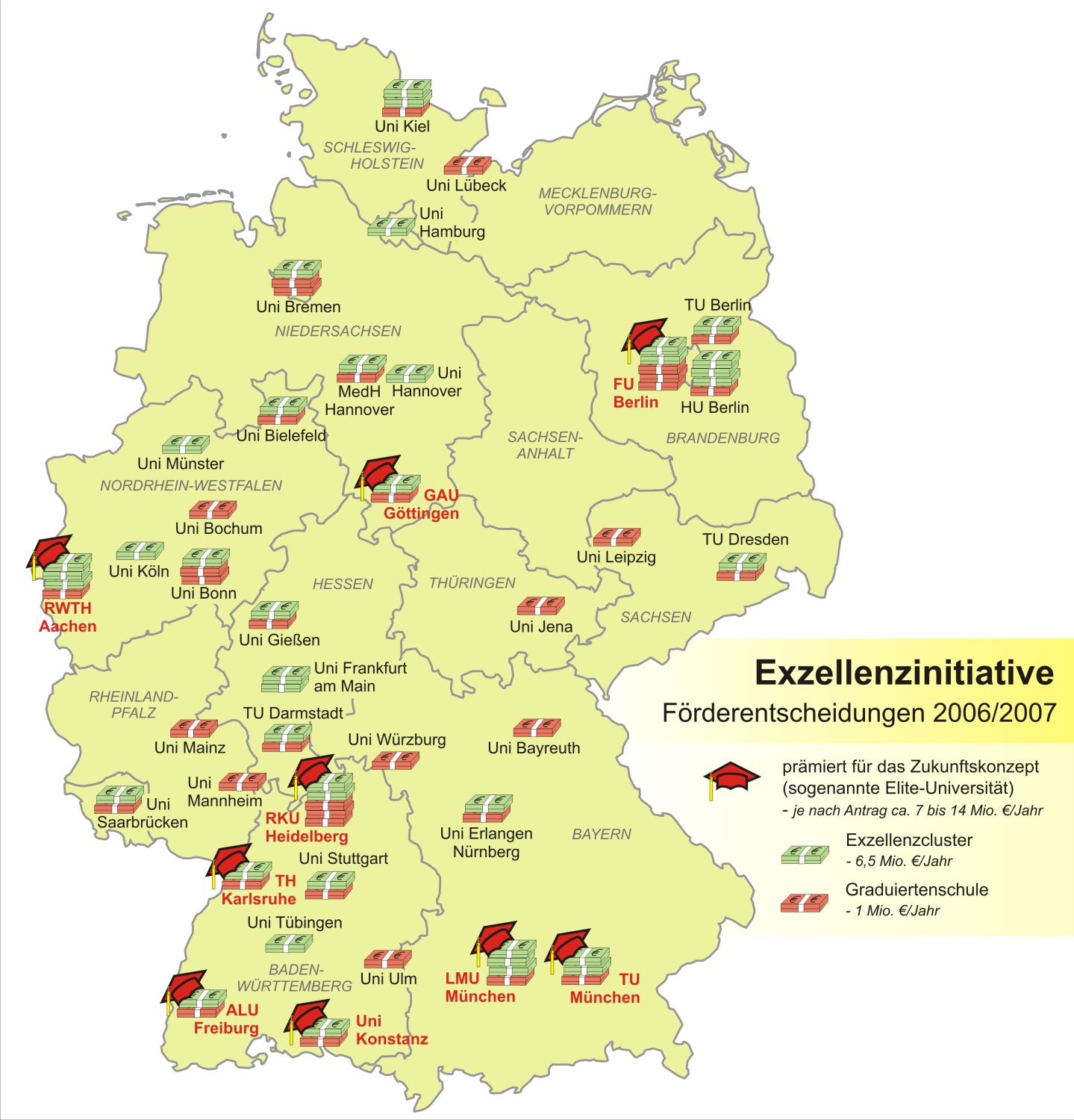
In der Exzellenzinitiative für ihr Zukunftskonzept geförderte Universitäten in Deutschland,
Stand: Oktober 2007

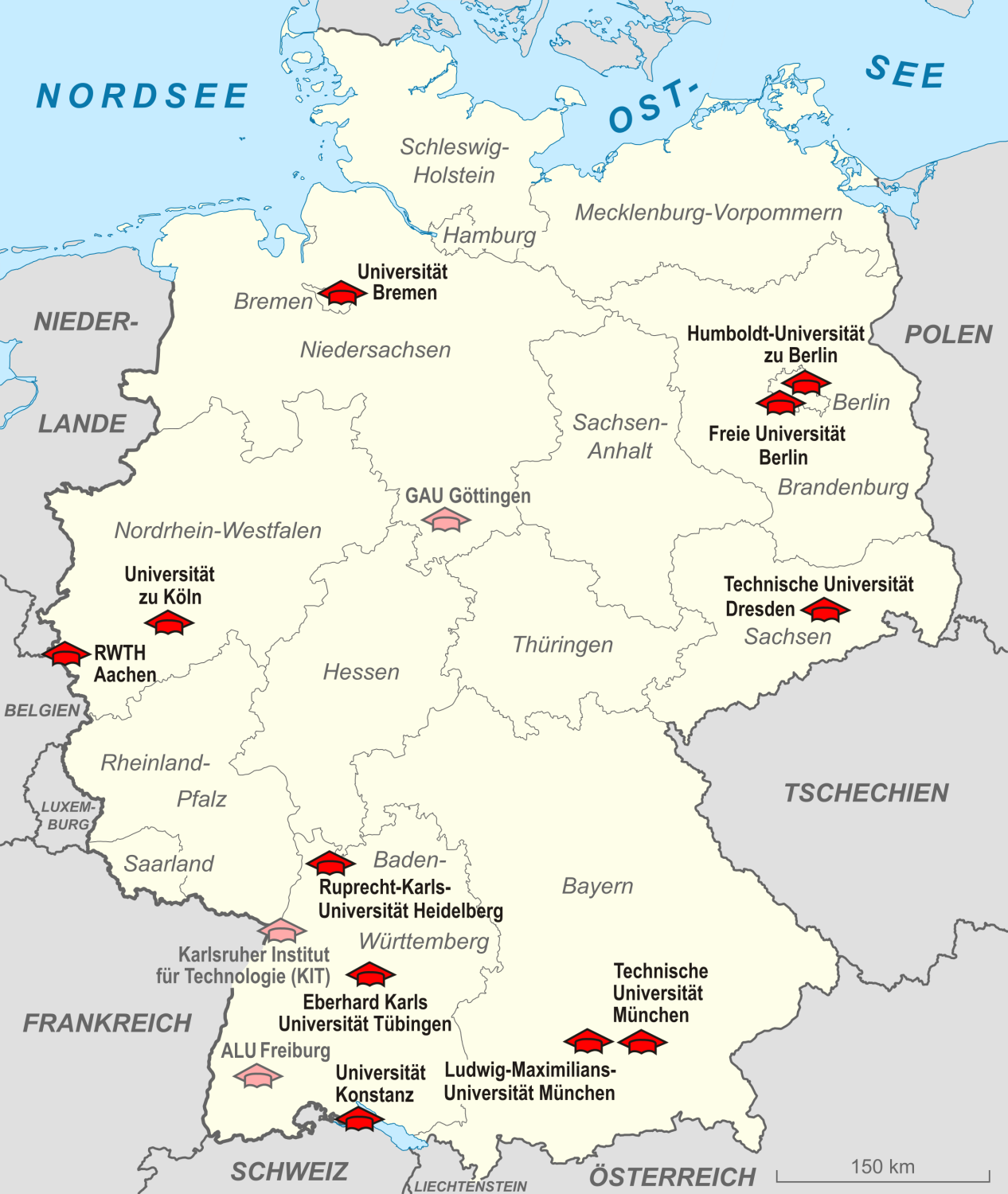
In der dritten Runde der Exzellenzinitiative ab 2012 verloren die Universitäten Freiburg und Göttingen sowie das Karlsruher Institut für Technologie die besondere Förderung. In diesen Kreis wurden dafür die Universitäten Bremen, Köln, Tübingen, die Humboldt-Universität zu Berlin und die Technische Universität Dresden aufgenommen.

## Entstehung und Umsetzung
Ausgehend von Bulmahns initialem Vorschlag handelten Bund und Länder in längeren Verhandlungen einen Kompromiss aus, der von den Regierungschefs von Bund und Ländern im Juni 2005 als Bund-Länder-Vereinbarung nach Artikel 91b GG unterzeichnet wurde. Die Deutsche Forschungsgemeinschaft und der Wissenschaftsrat wurden mit der organisatorischen Abwicklung und der wissenschaftlichen Begutachtung bzw. Begleitung beauftragt. Die Exzellenzinitiative wurde in einem mehrstufigen Antrags- und Begutachtungsverfahren in zwei Runden (1. Runde im Jahr 2005/2006; 2. Runde 2006/2007) durchgeführt. Vornehmlich internationale Gutachter bewerteten die Qualität der eingereichten Antragsskizzen und gaben Empfehlungen hinsichtlich der Förderfähigkeit ab. Die endgültige Entscheidung über die Aufforderung zur Antragsstellung und die Förderung traf ein gemeinsames Gremium aus DFG und Wissenschaftsrat auf Basis der Gutachterempfehlungen.
Die Exzellenzinitiative ist dabei als ein Wettbewerb unter thematisch geschlossenen Forschungskonzepten anzusehen; sie wurde bewusst als solcher konzipiert. Die Lehre, ihre Qualität und ihre unterschiedliche Ausprägung je nach Hochschule spielten in der Exzellenzinitiative mit Ausnahme der Graduiertenschulen keine Rolle, weil die verfassungsrechtliche Grundlage der Exzellenzinitiative – eine Bund-Länder-Vereinbarung nach Artikel 91b des Grundgesetzes – damals keine Bundesförderung für die Lehre zuließ.

## Förderlinien
Die Exzellenzinitiative umfasst insgesamt drei Förderlinien: Graduiertenschule, Exzellenzcluster sowie Zukunftskonzepte.

### Graduiertenschule
Die Förderlinie Graduiertenschulen dient der Ausbildung von Doktoranden in einem breiten Wissenschaftsgebiet unter exzellenter wissenschaftlicher Begleitung und hervorragenden Randbedingungen. Die Forschung der beteiligten Professoren tritt in den Hintergrund, während die Forschung der Doktoranden im Vordergrund steht. Für jede Graduiertenschule stehen pro Jahr ungefähr eine Million Euro zur Verfügung.

### Exzellenzcluster
Die Exzellenzcluster genannte Förderlinie der Exzellenzinitiative stellt die wissenschaftliche Forschung zu einem weitergefassten Themenkomplex an einem Standort in den Vordergrund und wird mit etwa 6,5 Millionen Euro pro Jahr gefördert. Es geht nicht darum, ein bestimmtes Teilgebiet eines Faches zu bearbeiten, sondern vielmehr 25 hervorragend ausgewiesene Wissenschaftler zu einem Thema von gesellschaftlicher oder wirtschaftlicher Relevanz zusammenzubringen, das gemeinsam bearbeitet wird. Dabei sind strukturelle Auswirkungen auf das organisatorische Gefüge einer Universität ausdrücklich gewollt.

### Zukunftskonzepte
Das Zukunftskonzept beschreibt die langfristige Entwicklung einer Universität in der Forschung. Es umfasst die Fokussierung auf bestimmte Themengebiete, die Zieldefinition für die gesamte Universität sowie eine Wegbeschreibung – mithin die strategische Entwicklung. Eine erfolgreiche Bewerbung setzt die Einwerbung von mindestens einem Exzellenzcluster und einer Graduiertenschule voraus. Die elf für ihr Zukunftskonzept ausgezeichneten Hochschulen dürfen sich als „Exzellenzuniversitäten“ bezeichnen.

## Erste Runde der Exzellenzinitiative

### Termine
| Datum              | Beschreibung                                          |
| ------------------ | ----------------------------------------------------- |
| 30. September 2005 | Einreichung der Antragsskizzen                        |
| 20. Januar 2006    | Beschlussfassung über Aufforderung zur Antragstellung |
| 20. April 2006     | Abgabe der Anträge                                    |
| 13. Oktober 2006   | Entscheidung über die Förderung                       |
| 1. November 2006   | Beginn der Förderung                                  |

### Ergebnis
Aus den zehn Universitäten, die in der ersten Runde zur Antragsstellung für die Förderlinie „Zukunftskonzept“ aufgefordert worden waren, wurden am 13. Oktober 2006 die Ludwig-Maximilians-Universität München, die Technische Universität München und das Karlsruher Institut für Technologie ausgewählt. Sie wurden in den folgenden fünf Jahren mit insgesamt jeweils 21 Millionen Euro pro Jahr gefördert. Voraussetzung waren positive Bewertungen von mindestens einem Exzellenzcluster und mindestens einer Graduiertenschule.
Neben den Zukunftskonzepten wurden in den beiden anderen Förderlinien 18 weitere Universitäten jeweils in Millionenhöhe berücksichtigt. Alle geförderten Projekte werden im DFG-Videoportal zur Exzellenzinitiative in einem kurzen Filmporträt vorgestellt.
In den Medien wurde über einen Streit zwischen den Vertretern des Bundes und der Länder sowie dem Gremium aus DFG und Wissenschaftsrat berichtet. Die dabei anwesenden Politiker seien darüber unglücklich gewesen, dass sie auf die endgültige Entscheidung über die Vergabe der Fördermittel keinen Einfluss nehmen konnten.

### Zukunftskonzepte
| Name der Hochschule (alphabetisch nach Ort)   | Titel des Zukunftskonzeptes                                                                                                   |
| --------------------------------------------- | --- |
| Universität Karlsruhe (Technische Hochschule) | A Concept for the Future of the University of Karlsruhe. The Foundation of the Karlsruhe Institute of Technology (KIT) – 2006 |
| Ludwig-Maximilians-Universität München        | LMUexcellent: Working brains – Networking minds – Living knowledge – 2006                                                     |
| Technische Universität München                | TUM. The Entrepreneurial University – 2006                                                                                    |

### Graduiertenschulen
Quelle: Bundesministerium für Bildung und Forschung
| Sprecherhochschule (alphabetisch nach Ort)        | Titel der Graduiertenschule                                                                               |
| ------------------------------------------------- | --- |
| RWTH Aachen                                       | Aachen Institute for Advanced Study in Computational Engineering Science                                  |
| Freie Universität Berlin                          | Graduate School of North American Studies                                                                 |
| Humboldt-Universität zu Berlin                    | Berlin School of Mind and Brain                                                                           |
| Technische Universität Berlin                     | Berlin Mathematical School                                                                                |
| Ruhr-Universität Bochum                           | Ruhr University Research School                                                                           |
| Rheinische Friedrich-Wilhelms-Universität Bonn    | Bonn Graduate School of Economics                                                                         |
| Universität Bremen                                | Global Change in the Marine Realm                                                                         |
| Technische Universität Dresden                    | Dresden International Graduate School for Biomedicine and Bioengineering                                  |
| Friedrich-Alexander-Universität Erlangen-Nürnberg | Erlangen Graduate School in Advanced Optical Technologies                                                 |
| Albert-Ludwigs-Universität Freiburg               | Spemann Graduate School of Biology and Medicine (ehemals Molecular Cell Research in Biology and Medicine) |
| Justus-Liebig-Universität Gießen                  | International Graduate Centre for the Study of Culture                                                    |
| Medizinische Hochschule Hannover                  | Hannover Biomedical Research School                                                                       |
| Ruprecht-Karls-Universität Heidelberg             | Heidelberg Graduate School of Fundamental Physics                                                         |
| Universität Karlsruhe (Technische Hochschule)     | Karlsruhe School of Optics and Photonics                                                                  |
| Universität Mannheim                              | Graduate School of Economic and Social Sciences (GESS)                                                    |
| Ludwig-Maximilians-Universität München            | Graduate School of Systemic Neurosciences                                                                 |
| Technische Universität München                    | International Graduate School of Science and Engineering                                                  |
| Julius-Maximilians-Universität Würzburg           | Graduate School for Life Sciences                                                                         |

### Exzellenzcluster
| Sprecherhochschule (alphabetisch nach Ort)           | Titel des Exzellenzclusters                                                                                   |
| ---------------------------------------------------- | --- |
| RWTH Aachen                                          | Integrative Production Technology for High-Wage Countries (Integrative Produktionstechnik für Hochlohnländer) |
| RWTH Aachen                                          | Ultra High-Speed Mobile Information and Communication (UMIC)                                                  |
| Rheinische Friedrich-Wilhelms-Universität Bonn       | Mathematics: Foundations, Models, Applications                                                                |
| Technische Universität Dresden                       | Center for Regenerative Therapies Dresden (CRTD)                                                              |
| Johann Wolfgang Goethe-Universität Frankfurt am Main | Macromolecular Complexes                                                                                      |
| Justus-Liebig-Universität Gießen                     | Cardio-Pulmonary System                                                                                       |
| Georg-August-Universität Göttingen                   | Microscopy at the Nanometer Range                                                                             |
| Medizinische Hochschule Hannover                     | From Regenerative Biology to Reconstructive Therapy (REBIRTH)                                                 |
| Ruprecht-Karls-Universität Heidelberg                | Cellular Networks: From Analysis of Molecular Mechanisms to a Quantitative Understanding of Complex Functions |
| Universität Karlsruhe (Technische Hochschule)        | Center for Functional Nanostructures                                                                          |
| Christian-Albrechts-Universität zu Kiel              | The Future Ocean                                                                                              |
| Universität Konstanz                                 | Cultural Foundations of Integration (Kulturelle Grundlagen von Integration)                                   |
| Ludwig-Maximilians-Universität München               | Center for Integrated Protein Science Munich                                                                  |
| Ludwig-Maximilians-Universität München               | Munich-Centre for Advanced Photonics                                                                          |
| Ludwig-Maximilians-Universität München               | Nanosystems Initiative Munich                                                                                 |
| Technische Universität München                       | Cognition for Technical Systems                                                                               |
| Technische Universität München                       | Origin and Structure of the Universe – The Cluster of Excellence for Fundamental Physics                      |

## Zweite Runde der Exzellenzinitiative

### Termine
| Datum              | Beschreibung                                          |
| ------------------ | ----------------------------------------------------- |
| 15. September 2006 | Einreichung der Antragsskizzen                        |
| 12. Januar 2007    | Beschlussfassung über Aufforderung zur Antragstellung |
| 13. April 2007     | Abgabe der Anträge                                    |
| 19. Oktober 2007   | Entscheidung über die Förderung                       |
| 1. November 2007   | Beginn der Förderung                                  |

Im Gegensatz zur ersten Runde der Exzellenzinitiative gab es diesmal eine Zusammenarbeit zwischen Wissenschaftsrat, der Deutschen Forschungsgemeinschaft (DFG) und Politikern. Zunächst tagten allein der Wissenschaftsrat und die DFG. Dabei wurden von den Universitäten, die einen Antrag für die dritte Förderlinie stellen sollten, die RWTH Aachen, die Ruprecht-Karls-Universität Heidelberg und die Universität Konstanz als sichere Kandidaten für die Zukunftsförderungsrichtlinie ausgewählt. Die Albert-Ludwigs-Universität Freiburg und die Freie Universität Berlin wurden dagegen als Wackelkandidaten eingestuft. Die Ruhr-Universität Bochum, die Humboldt-Universität Berlin und die Georg-August-Universität Göttingen sollten laut Ansicht der Wissenschaftler nicht in die dritte Förderlinie aufgenommen werden. Diese Einschätzung wurde daraufhin mit den Politikern diskutiert und die endgültige Liste gemeinsam erarbeitet – im Gegensatz zum Ablauf bei der ersten Runde der Exzellenzinitiative.

### Ergebnis
Am 19. Oktober 2007 wurden die Ergebnisse dieser Runde bekanntgegeben. Auch die geförderten Projekte der zweiten Runde werden im DFG-Videoportal mit einem kurzen Filmporträt vorgestellt.

### Zukunftskonzepte
| Name der Hochschule (alphabetisch nach Ort) | Titel des Zukunftskonzeptes                                       |
| ------------------------------------------- | ----------------------------------------------------------------- |
| RWTH Aachen                                 | RWTH 2020: Meeting Global Challenges                              |
| Freie Universität Berlin                    | International Network University                                  |
| Albert-Ludwigs-Universität Freiburg         | Windows for Research                                              |
| Universität Göttingen                       | Göttingen. Tradition – Innovation – Autonomie                     |
| Universität Heidelberg                      | Heidelberg: Realising the Potential of a Comprehensive University |
| Universität Konstanz                        | Modell Konstanz – towards a culture of creativity                 |

### Graduiertenschulen
| Sprecherhochschule (alphabetisch nach Ort) | Titel der Graduiertenschule                                                                  |
| ------------------------------------------ | -------------------------------------------------------------------------------------------- |
| Universität Bayreuth                       | Bayreuth International Graduate School of African Studies                                    |
| Freie Universität Berlin                   | Muslim Cultures and Societies: Unity and Diversity                                           |
| Freie Universität Berlin                   | Friedrich Schlegel Graduate School of Literary Studies                                       |
| Humboldt-Universität Berlin                | Berlin-Brandenburg School for Regenerative Therapies                                         |
| Humboldt-Universität Berlin                | Berlin Graduate School of Social Sciences                                                    |
| Universität Bielefeld                      | Bielefeld Graduate School in History and Sociology                                           |
| Universität Bonn                           | Bonn-Cologne Graduate School of Physics and Astronomy                                        |
| Universität Bremen                         | Bremen International Graduate School of Social Sciences                                      |
| Technische Universität Darmstadt           | Graduate School of Computational Engineering „Beyond Traditional Sciences“                   |
| Universität Göttingen                      | Göttingen Graduate School for Neurosciences and Molecular Biosciences                        |
| Universität Heidelberg                     | Heidelberg Graduate School of Mathematical and Computational Methods for the Sciences        |
| Universität Heidelberg                     | The Hartmut Hoffmann-Berling International Graduate School of Molecular and Cellular Biology |
| Friedrich-Schiller-Universität Jena        | Jena School for Microbial Communication                                                      |
| Christian-Albrechts-Universität zu Kiel    | Graduate School for Integrated Studies of Human Development in Landscapes                    |
| Universität Konstanz                       | Konstanz Research School „Chemical Biology“                                                  |
| Universität Leipzig                        | Building with Molecules and Nano-Objects                                                     |
| Universität zu Lübeck                      | Graduate School for Computing in Medicine and Life Sciences                                  |
| Universität Mainz                          | Materials Science in Mainz                                                                   |
| Universität des Saarlandes                 | Saarbrücken Graduate School of Computer Science                                              |
| Universität Stuttgart                      | Graduate School for advanced Manufacturing Engineering in Stuttgart (GSaME)                  |
| Universität Ulm                            | International Graduate School in Molecular Medicine Ulm                                      |

### Exzellenzcluster
| Sprecherhochschule (alphabetisch nach Ort)              | Titel des Exzellenzclusters                                                                 |
| ------------------------------------------------------- | ------------------------------------------------------------------------------------------- |
| RWTH Aachen                                             | Tailor-Made Fuels From Biomass (Maßgeschneiderte Kraftstoffe aus Biomasse)                  |
| Freie Universität Berlin/Humboldt-Universität zu Berlin | Topoi. The Formation and Transformation of Space and Knowledge in Ancient Civilizations     |
| Freie Universität Berlin                                | Languages of Emotion (2007–2014)                                                            |
| Humboldt-Universität Berlin / Freie Universität Berlin  | NeuroCure: Towards a Better Outcome of Neurological Disorders                               |
| Technische Universität Berlin                           | Unifying Concepts in Catalysis                                                              |
| Universität Bielefeld                                   | Center of Excellence Cognitive Interaction Technology                                       |
| Universität Bremen                                      | MARUM – The Ocean in the Earth System                                                       |
| Technische Universität Darmstadt                        | Smart Interfaces: Understanding and Designing Fluid Boundaries                              |
| Friedrich-Alexander-Universität Erlangen-Nürnberg       | Engineering of Advanced Materials – Hierarchical Structure Formation for Functional Devices |
| Universität Frankfurt/Main                              | The Formation of Normative Orders (2007–2019)                                               |
| Universität Freiburg                                    | Centre for Biological Signalling Studies – From Analysis to Synthesis                       |
| Universität Hamburg                                     | Integrated Climate System Analysis and Prediction                                           |
| Leibniz Universität Hannover                            | Centre for Quantum Engineering and Space-Time Research (QUEST)                              |
| Ruprecht-Karls-Universität Heidelberg                   | Asia and Europe in a Global Context: Shifting Asymmetries in Cultural Flows                 |
| Christian-Albrechts-Universität Kiel                    | Inflammation at Interfaces                                                                  |
| Universität zu Köln                                     | Cellular Stress Responses in Aging-Associated Diseases                                      |
| Westfälische Wilhelms-Universität Münster               | Religion and Politics in Pre-Modern and Modern Cultures                                     |
| Universität des Saarlandes                              | Multimodal Computing and Interaction                                                        |
| Universität Stuttgart                                   | Simulation Technology                                                                       |
| Eberhard Karls Universität Tübingen                     | Werner Reichardt Centrum für Integrative Neurowissenschaften (CIN)                          |

## Dritte Runde der Exzellenzinitiative

### Termine
| Datum             | Beschreibung                                          |
| ----------------- | ----------------------------------------------------- |
| 1. September 2010 | Einreichung der Antragsskizzen                        |
| 2. März 2011      | Beschlussfassung über Aufforderung zur Antragstellung |
| 1. September 2011 | Abgabe der Anträge                                    |
| 15. Juni 2012     | Entscheidung über die Förderung                       |
| 1. November 2012  | Beginn der Förderung                                  |

Am 12. März 2010 veröffentlichten die DFG und der Wissenschaftsrat die Kriterien für die dritte Runde der Exzellenzinitiative. Bis zum 1. September 2010 konnten die deutsche Universitäten ihre neuen Antragsskizzen für die Exzellenzinitiative einreichen. Insgesamt nahmen 65 Universitäten dies wahr. Sie reichten 98 Voranträge auf Graduiertenschulen, 107 Anträge auf Exzellenzcluster und 22 Anträge für Zukunftskonzepte ein.
Am 2. März 2011 wurden unter diesen Bewerbungen 25 Antragsskizzen von 18 Universitäten für Graduiertenschulen, 27 Antragsskizzen von 24 Universitäten für Exzellenzcluster und sieben Antragsskizzen für das Zukunftskonzept ausgewählt, für die bis 1. September 2011 Vollanträge einzureichen waren. Bereits in der ersten und zweiten Runde der Exzellenzinitiative genehmigte Projekte waren automatisch aufgerufen, Fortsetzungsanträge zu stellen. In der dritten Förderlinie, dem Zukunftskonzept, wurden – neben den bereits in den ersten beiden Runden genehmigten Zukunftskonzepten – die Humboldt-Universität zu Berlin, Ruhr-Universität Bochum, Universität Bremen, Technische Universität Dresden, Johannes-Gutenberg-Universität Mainz, Universität zu Köln und die Eberhard Karls Universität Tübingen ausgewählt.
Eine gemeinsame Kommission aus Vertretern der Deutschen Forschungsgemeinschaft und des Wissenschaftsrates der Bundesregierung bewertete bis zum Juni 2012 die Vollanträge. Die gemeinsame Kommission gab Empfehlungen an den Bewilligungsausschuss weiter, dem neben den Mitgliedern der Kommission auch die für Wissenschaft zuständigen Minister des Bundes und der Länder angehörten. Der Ausschuss entschied daraufhin, welche Anträge bis Ende 2017 mit insgesamt 2,7 Milliarden Euro gefördert werden. Die Mittel werden zu 75 Prozent vom Bund und zu 25 Prozent von den Ländern bereitgestellt.
Am 15. Juni 2012 gab der Ausschuss aus Bund und Ländern die elf Universitäten bekannt, die sich bis zur Entscheidung in der ersten Runde der Exzellenzstrategie am 19. Juli 2019 mit dem Titel Elite-Universität bezeichnen durften. Die Humboldt-Universität zu Berlin, die Universität Bremen, die Technische Universität Dresden, die Universität zu Köln und die Eberhard Karls Universität Tübingen wurden neu benannt, während die RWTH Aachen, die Freie Universität Berlin, die Ruprecht-Karls-Universität Heidelberg, die Universität Konstanz sowie die beiden Münchener Universitäten (Technische Universität München und Ludwig-Maximilians-Universität München) den Elite-Status verteidigen konnten. Hingegen verloren die Universität Freiburg, die Georg-August-Universität Göttingen sowie das Karlsruher Institut für Technologie in dieser Runde den Titel wieder.
Die elf mit dem „Gütesiegel“ versehenen Universitäten liegen in sechs Ländern: Bayern (2), Baden-Württemberg (3), Nordrhein-Westfalen (2), Sachsen (1), Bremen (1) und Berlin (2).
Zehn Länder gingen leer aus. Außer den Nord-Ländern Schleswig-Holstein, Hamburg, Niedersachsen und Mecklenburg-Vorpommern konnten Sachsen-Anhalt, Brandenburg, Thüringen, Rheinland-Pfalz, Hessen und das Saarland in der dritten Runde keine „Exzellenz-Universität“ aufweisen.
Seit 2007 waren damit insgesamt sechs Universitäten durchgängig in allen Förderlinien der Exzellenzinitiative und -strategie erfolgreich: Technische Universität München, Ludwig-Maximilians-Universität München, RWTH Aachen, Freie Universität Berlin, Ruprecht-Karls-Universität Heidelberg und Universität Konstanz.

### Zukunftskonzepte
Quelle: Deutsche Forschungsgemeinschaft, Wissenschaftsrat
| Name der Hochschule (alphabetisch nach Ort) | Titel des Zukunftskonzeptes                                               |
| ------------------------------------------- | ------------------------------------------------------------------------- |
| RWTH Aachen                                 | RWTH 2020: Meeting Global Challenges                                      |
| Freie Universität Berlin                    | International Network University                                          |
| Humboldt-Universität zu Berlin              | Bildung durch Wissenschaft                                                |
| Universität Bremen                          | Ambitioniert und agil                                                     |
| Technische Universität Dresden              | Die Synergetische Universität                                             |
| Ruprecht-Karls-Universität Heidelberg       | Heidelberg: Realising the Potential of a Comprehensive University         |
| Universität zu Köln                         | Die Herausforderung von Wandel und Komplexität annehmen                   |
| Universität Konstanz                        | Modell Konstanz – towards a culture of creativity                         |
| Ludwig-Maximilians-Universität München      | LMUexcellent: Working brains – Networking minds – Living knowledge − 2006 |
| Technische Universität München              | TUM. The Entrepreneurial University − 2006                                |
| Eberhard Karls Universität Tübingen         | Research – Relevance – Responsibility                                     |

### Graduiertenschulen
| Sprecherhochschule (alphabetisch nach Ort)                        | Titel der Graduiertenschule                                                                              |
| ----------------------------------------------------------------- | --- |
| Rheinisch-Westfälische Technische Hochschule Aachen               | Aachener Graduiertenschule für computergestützte Natur- und Ingenieurwissenschaften                      |
| Otto-Friedrich-Universität Bamberg                                | Bamberger Graduiertenschule für Sozialwissenschaften                                                     |
| Universität Bayreuth                                              | Bayreuther Internationale Graduiertenschule für Afrikastudien                                            |
| Freie Universität Berlin                                          | Graduiertenschule für Nordamerikastudien                                                                 |
| Freie Universität Berlin                                          | Berlin Graduate School Muslim Cultures and Societies                                                     |
| Freie Universität Berlin                                          | Friedrich Schlegel Graduiertenschule für literaturwissenschaftliche Studien                              |
| Freie Universität Berlin                                          | Graduiertenschule für Ostasienstudien                                                                    |
| Freie Universität Berlin und Humboldt-Universität zu Berlin       | Berlin-Brandenburg Schule für Regenerative Therapien                                                     |
| Freie Universität Berlin und Humboldt-Universität zu Berlin       | Berliner Graduiertenschule für Integrative Onkologie                                                     |
| Humboldt-Universität zu Berlin                                    | Berlin School of Mind and Brain                                                                          |
| Humboldt-Universität zu Berlin                                    | Graduiertenschule für Analytical Sciences Adlershof                                                      |
| Technische Universität Berlin                                     | Berlin Mathematical School                                                                               |
| Universität Bielefeld                                             | Bielefeld Graduate School in History and Sociology (BGHS)                                                |
| Ruhr-Universität Bochum                                           | Ruhr University Research School Plus                                                                     |
| Universität Bremen                                                | Bremen International Graduate School of Social Sciences (BIGSSS)                                         |
| Technische Universität Darmstadt                                  | Computational Engineering                                                                                |
| Technische Universität Darmstadt                                  | Darmstädter Graduiertenschule für Energiewissenschaft und Energietechnik                                 |
| Technische Universität Dresden                                    | Dresden International Graduate School for Biomedicine and Bioengineering                                 |
| Friedrich-Alexander-Universität Erlangen-Nürnberg                 | Graduiertenschule für Fortschrittliche Optische Technologien                                             |
| Albert-Ludwigs-Universität Freiburg im Breisgau                   | Spemann Graduiertenschule für Biologie und Medizin (SGBM)                                                |
| Justus-Liebig-Universität Gießen                                  | Internationales Graduiertenzentrum Kulturwissenschaften                                                  |
| Georg-August-Universität Göttingen                                | Göttinger Graduiertenschule für Neurowissenschaften, Biophysik und Molekulare Biowissenschaften          |
| Ruprecht-Karls-Universität Heidelberg                             | Heidelberger Graduiertenschule für fundamentale Physik                                                   |
| Ruprecht-Karls-Universität Heidelberg                             | Heidelberger Graduiertenschule der mathematischen und computergestützten Methoden für die Wissenschaften |
| Ruprecht-Karls-Universität Heidelberg                             | Die Hartmut Hoffmann-Berling Internationale Graduiertenschule für Molekular- und Zellbiologie Heidelberg |
| Friedrich-Schiller-Universität Jena                               | Graduiertenschule für Mikrobielle Kommunikation – Jena                                                   |
| Karlsruher Institut für Technologie (KIT)                         | Karlsruhe School of Optics and Photonics (KSOP)                                                          |
| Karlsruher Institut für Technologie (KIT)                         | Karlsruhe School of Elementary Particle and Astroparticle Physics: Science and Technology (KSETA)        |
| Christian-Albrechts-Universität zu Kiel                           | Integrierte Studien zur menschlichen Entwicklung in Landschaften                                         |
| Universität zu Köln                                               | Graduiertenschule Bonn-Köln in Physik und Astronomie                                                     |
| Universität zu Köln                                               | a.r.t.e.s. Graduate School for the Humanities Cologne (AGSHC)                                            |
| Universität Konstanz                                              | Konstanzer Graduiertenschule Chemische Biologie                                                          |
| Universität Konstanz                                              | Graduiertenschule für Entscheidungswissenschaften                                                        |
| Johannes Gutenberg-Universität Mainz                              | Materialwissenschaft IN MainZ                                                                            |
| Universität Mannheim                                              | Graduiertenschule in Wirtschafts- und Sozialwissenschaften: Empirische und quantitative Methoden         |
| Ludwig-Maximilians-Universität München                            | Graduiertenschule für Systemische Neurowissenschaften                                                    |
| Ludwig-Maximilians-Universität München                            | Graduiertenschule für Quantitative Biowissenschaften München (QBM)                                       |
| Ludwig-Maximilians-Universität München                            | Ferne Welten: Altertumswissenschaftliches Kolleg München                                                 |
| Ludwig-Maximilians-Universität München und Universität Regensburg | Graduiertenschule für Ost- und Südosteuropastudien                                                       |
| Technische Universität München                                    | International Graduate School of Science and Engineering (IGSSE)                                         |
| Universität des Saarlandes                                        | Saarbrücker Graduiertenschule für Informatik                                                             |
| Universität Stuttgart                                             | Graduiertenschule für Advanced Manufacturing Engineering                                                 |
| Eberhard-Karls-Universität Tübingen                               | Graduiertenschule LEAD (Learning, Educational Achievement, and Life Course Development)                  |
| Universität Ulm                                                   | Internationale Graduiertenschule für Molekulare Medizin Ulm (IGradU)                                     |
| Bayerische Julius-Maximilians-Universität Würzburg                | Graduiertenschule der Lebenswissenschaften                                                               |

### Exzellenzcluster
| Sprecherhochschule (alphabetisch nach Ort)                                                | Titel des Exzellenzclusters |
| ----------------------------------------------------------------------------------------- | --- |
| Rheinisch-Westfälische Technische Hochschule Aachen                                       | Integrative Produktionstechnik für Hochlohnländer |
| Rheinisch-Westfälische Technische Hochschule Aachen                                       | Maßgeschneiderte Kraftstoffe aus Biomasse |
| Freie Universität Berlin und Humboldt-Universität zu Berlin                               | NeuroCure – neue Perspektiven in der Therapie neurologischer Erkrankungen                                                                            |
| Freie Universität Berlin und Humboldt-Universität zu Berlin                               | Topoi – Die Formation und Transformation von Raum und Wissen in den antiken Kulturen                                                                 |
| Humboldt-Universität zu Berlin                                                            | Bild Wissen Gestaltung. Ein interdisziplinäres Labor                                                                                                 |
| Technische Universität Berlin                                                             | Unifying Concepts in Catalysis |
| Universität Bielefeld                                                                     | Kognitive Interaktionstechnologie |
| Ruhr-Universität Bochum                                                                   | RESOLV (Ruhr Explores Solvation) – Verständnis und Design lösungsmittelabhängiger Prozesse                                                           |
| Rheinische Friedrich-Wilhelms-Universität Bonn                                            | Mathematik: Grundlagen, Modelle, Anwendungen |
| Rheinische Friedrich-Wilhelms-Universität Bonn                                            | ImmunoSensation: Das Immunsensorische System |
| Universität Bremen                                                                        | Der Ozean im Erdsystem – MARUM – Zentrum für Marine Umweltwissenschaften                                                                             |
| Technische Universität Chemnitz                                                           | Technologiefusion für multifunktionale Leichtbaustrukturen – MERGE                                                                                   |
| Technische Universität Dresden                                                            | Center for Regenerative Therapies Dresden (CRTD) |
| Technische Universität Dresden                                                            | Center for Advancing Electronics Dresden (cfAED) |
| Heinrich-Heine-Universität Düsseldorf und Universität zu Köln                             | Exzellenzcluster für Pflanzenwissenschaften – von komplexen Eigenschaften zu synthetischen Modulen                                                   |
| Friedrich-Alexander-Universität Erlangen-Nürnberg                                         | Neue Materialien und Prozesse – Hierarchische Strukturbildung für funktionale Bauteile                                                               |
| Johann Wolfgang Goethe-Universität Frankfurt am Main                                      | Dynamik Makromolekularer Komplexe |
| Johann Wolfgang Goethe-Universität Frankfurt am Main                                      | Die Herausbildung normativer Ordnungen |
| Johann Wolfgang Goethe-Universität Frankfurt am Main und Justus-Liebig-Universität Gießen | Kardiopulmonales System |
| Albert-Ludwigs-Universität Freiburg im Breisgau                                           | BIOSS Zentrum für Biologische Signalstudien – von der Analyse zur Synthese                                                                           |
| Albert-Ludwigs-Universität Freiburg im Breisgau                                           | BrainLinks – BrainTools |
| Georg-August-Universität Göttingen                                                        | Mikroskopie im Nanometerbereich und Molekularphysiologie des Gehirns                                                                                 |
| Universität Hamburg                                                                       | Integrierte Klimasystemanalyse und -vorhersage |
| Universität Hamburg                                                                       | The Hamburg Centre for Ultrafast Imaging (CUI): Struktur, Dynamik und Kontrolle von Materie auf atomarer Skala                                       |
| Medizinische Hochschule Hannover                                                          | REBIRTH – Von Regenerativer Biologie zu Rekonstruktiver Therapie                                                                                     |
| Ruprecht-Karls-Universität Heidelberg                                                     | Zelluläre Netzwerke: Von der Analyse molekularer Mechanismen zum quantitativen Verständnis komplexer Funktionen                                      |
| Ruprecht-Karls-Universität Heidelberg                                                     | Asien und Europa im globalen Kontext: Die Dynamik der Transkulturalität                                                                              |
| Christian-Albrechts-Universität zu Kiel                                                   | Ozean der Zukunft |
| Christian-Albrechts-Universität zu Kiel                                                   | Entzündungen an Grenzflächen |
| Universität zu Köln                                                                       | Zelluläre Stressantworten bei Alters-assoziierten Erkrankungen                                                                                       |
| Universität Konstanz                                                                      | Kulturelle Grundlagen von Integration |
| Johannes Gutenberg-Universität Mainz                                                      | Präzisionsphysik, Fundamentalkräfte und Struktur der Materie                                                                                         |
| Ludwig-Maximilians-Universität München                                                    | Nanosystem Initiative München (NIM) |
| Ludwig-Maximilians-Universität München                                                    | Zentrum für Integrierte Proteinforschung (CIPSM) |
| Ludwig-Maximilians-Universität München                                                    | Münchner Zentrum für fortgeschrittene Photonik (MAP)                                                                                                 |
| Ludwig-Maximilians-Universität München                                                    | Cluster für Systemneurologie – München |
| Technische Universität München                                                            | Origin and Structure of the Universe – The Cluster of Excellence for Fundamental Physics                                                             |
| Westfälische Wilhelms-Universität Münster                                                 | Religion und Politik in den Kulturen der Vormoderne und der Moderne                                                                                  |
| Westfälische Wilhelms-Universität Münster                                                 | Cells in Motion – CiM: Visualisierung und Verstehen zellulären Verhaltens in lebenden Organismen                                                     |
| Carl von Ossietzky Universität Oldenburg                                                  | Hören für alle: Modelle, Technologien und Lösungsansätze für Diagnostik, Wiederherstellung und Unterstützung des Hörens                              |
| Universität des Saarlandes                                                                | Multimodal Computing and Interaction. Robust, Efficient and Intelligent Processing of Text, Speech, Visual Data and High Dimensional Representations |
| Universität Stuttgart                                                                     | Simulationstechnik |
| Eberhard-Karls-Universität Tübingen                                                       | Kontrolle von Mikroorganismen zur Bekämpfung von Infektionen (CMFI)                                                                                  |
| Eberhard-Karls-Universität Tübingen                                                       | Image-guided and Functionally Instructed Tumor Therapies (iFIT)                                                                                      |
| Eberhard-Karls-Universität Tübingen                                                       | Maschinelles Lernen für die Wissenschaft |

## Ein anderes Modell – Die Sächsische Exzellenzinitiative
Im Freistaat Sachsen erhielten in der ersten Phase lediglich die Technische Universität Dresden für eine Graduiertenschule und einen Exzellenzcluster sowie die Universität Leipzig für eine Graduiertenschule Förderung aus der Exzellenzinitiative von Bund und Ländern.
Die Sächsische Regierung hat im März 2007 beschlossen, ihre vier Universitäten mit zusätzlichen 110 Millionen Euro bis 2013 aus Geldern des Europäischen Fonds für Regionalentwicklung in der Spitzenforschung zu fördern. Dabei soll vor allem die Nano- und Mikroelektronik in der Forschung unterstützt werden. Die bisher bewilligten Anträge beziehen sich auf das Forschungsfeld Biotechnologien. Vor allem in Dresden wird auf die enorme Forschungsförderung in konkurrierenden Regionen der Mikroelektronik wie Albany (New York) und Grenoble verwiesen.

## Kritik

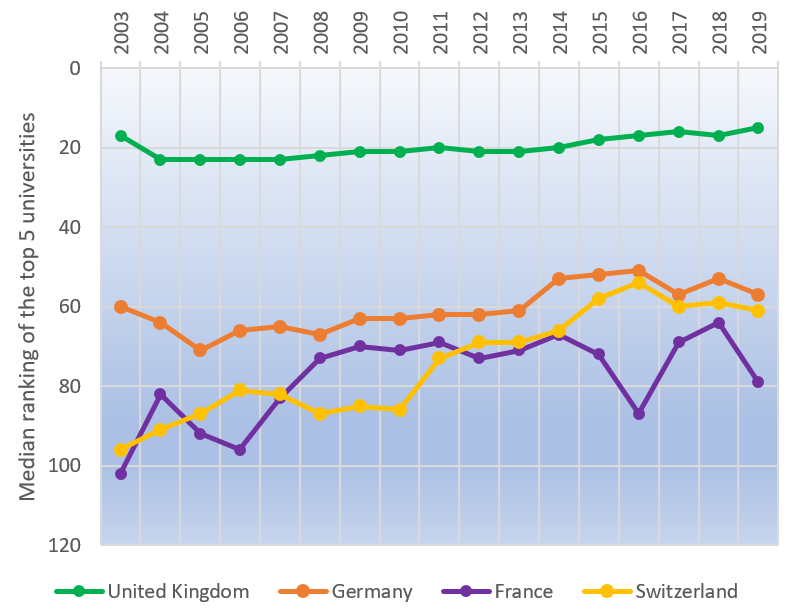
Die fünf deutschen Top-Universitäten haben im Shanghai-Ranking seit dem Beginn der Exzellenzinitiative geringfügig zugelegt.

### Qualitätsverlust, Nachteile für „Nicht-Elite-Universitäten“
Die deutsche Hochschullandschaft würde nach Ansicht von Kritikern gespalten. Die Arbeit der Universitäten, die nicht das Siegel „Exzellenz-Universität“ erhalten, werde durch die nun bestehende Hierarchie zwischen „Elite“ und „Nicht-Elite“ erschwert. Studenten und Professoren könnten die „Elite“-Universitäten gegenüber den „normalen“ bevorzugen. Neben der geringeren Versorgung gewöhnlicher Hochschulen mit staatlichem Geld haben sie es auch schwerer, Drittmittel einzuwerben. Die GEW befürchtet, dass die nötige Grundfinanzierung nicht mehr ausreichend gegeben ist. In der Breite führe das zu einem Qualitätsverlust in der deutschen Hochschullandschaft. Die Frankfurter Rundschau schrieb dazu nach der dritten Runde der Vergabe: „Doch der Wettbewerb um milliardenschwere Fördertöpfe und das Bemühen, Hochschulen in effiziente Organisationen zu verwandeln und sie wie Wirtschaftsunternehmen auf dem Weltmarkt der Forschung zu positionieren, hat seinen Preis: Im Schatten der Sieger steht nun eine Gruppe von Verlierern, denen nach und nach die Argumente für ihre Existenz ausgehen könnten. Sie haben das Nachsehen, obwohl sie für eine exzellente Ausbildung der 2,2 Millionen Studenten in Deutschland dringend gebraucht werden. Das ist das Negative.“

### Stärkung der Forschung, Schwächung der Lehre
Der Exzellenzinitiative stehen für den Förderzeitraum von 2006 bis 2017 insgesamt 4,6 Milliarden Euro, (erste Runde 1,9 Milliarden Euro, zweite Runde 2,7 Milliarden Euro) zur Verfügung. Demgegenüber sind für das Programm „Qualitätspakt Lehre“ von 2011 bis 2020 lediglich rund 2 Milliarden Euro vorgesehen. Kritiker sehen darin eine schon in den 1980er-Jahren begonnene Entwicklung fortgesetzt, in deren Folge die deutschen Hochschulen bei ständig wachsenden Studierendenzahlen finanzielle Zuwächse nur noch selektiv für ausgewählte Bereiche der Forschungsförderung (Drittmittel) erhalten. Die Finanzierung für Studium und Lehre sei im Wesentlichen eingefroren worden.
Die Konkurrenz zwischen den Universitäten in Deutschland, in Europa und weltweit nehme, so die Kritik, durch derlei Initiativen zu. Dies führe letztendlich zu einer Aufteilung der Bildungslandschaft in ein „Zwei-Klassen-Hochschulsystem“, indem zwischen „Elite“ und „Masse“ unterschieden werde: Auf der einen Seite stehe die elitäre Spitzenforschung für Master-Studierende; auf der anderen eine Massenausbildung in Form des Bachelors, der dem Wunsch nach schnellstmöglicher Ausbildung für den Arbeitsmarkt Rechnung trage. Im Vergleich zur Qualität der Forschung spiele die Qualität der Lehre eine verschwindend geringe Rolle.

### Kurzfristige Planung
Am Beispiel des Karlsruher Instituts für Technologie (KIT) und der Universität Göttingen, die den Status in der ersten beziehungsweise zweiten Runde erhielten und in der dritten entzogen bekamen, sehen Kritiker die Planungsunsicherheit für die Hochschulen dokumentiert: Der Status einer Exzellenzuniversität konnte nach dem für eine nachhaltige Entwicklung kurzen Zeitraum von fünf Jahren entzogen werden, obwohl die Konzepte noch in der Umsetzung steckten und die Qualität in Forschung und Lehre – sofern überhaupt messbar – nicht nachgelassen hatte.
Das Karlsruher Institut für Technologie scheiterte nicht wegen seines „von der Fachwelt hochgelobten“ Zukunftskonzepts, sondern weil es der Universität in den ersten fünf Jahren nicht gelungen war, einen Cluster (disziplinübergreifenden Forschungs-Verbund) zu etablieren, der als förderungswürdig angesehen wurde. Das bedeutete ohne zweite Säule aber keinen Aufstieg zur Exzellenzuniversität. Gerade der Karlsruher Verbund von Universität und Helmholtz-Zentrum galt bundesweit als herausragendes Modell, da die Bundesregierung (Kabinett Merkel II) Spitzenforschung wieder in die Universitäten holen wollte.
Zu den entschiedenen Kritikern der Exzellenzinitiative gehört der Jurist und Wissenschaftspolitiker George Turner.

„Die Vermischung von Urteilen über erbrachte Leistungen und darauf aufbauenden Anträgen und Szenarien von Verwaltungshandeln führt zu unsachlichen Ergebnissen. Das wird nach dem Ende der Förderungsdauer im Jahr 2017 zu einer verfestigten Schieflage des deutschen Universitätssystems führen. Damit wird mehr Unheil angerichtet als durch die absurdesten Vorhaben in den 1970er Jahren.“

## Evaluation der Exzellenzinitiative durch eine internationale Kommission
Im September 2014 wurde eine zehnköpfige Internationale Expertenkommission zur Evaluierung der Exzellenzinitiative (IEKE) unter der Leitung des Schweizer Umweltphysikers und Wissenschaftsmanagers Dieter Imboden eingesetzt, die die Exzellenzinitiative im Auftrag der Gemeinsamen Wissenschaftskonferenz (GWK) evaluiert hat. Die Kommission sollte vor allem herausfinden, ob die forschungspolitischen Ziele der Initiative erreicht worden sind, also etwa die internationale Sichtbarkeit der Universitäten zu erhöhen. Dabei hat die Kommission unter anderem Rektoren von Universitäten befragt, die erfolgreich und auch nicht erfolgreich Anträge gestellt hatten, um auch indirekte Effekte zu erkennen. Die Geschäftsstelle der Kommission befand sich am „Berliner Institut für Innovation und Technik“.
Neben Imboden waren folgende Wissenschaftler Mitglieder der Kommission: Elke Lütjen-Drecoll (stellvertretende Vorsitzende), Swantje Bargmann, Marie-Louise Bech Nosch, Gerhard Casper, Simon Gächter, Christoph Kratky, Klara Nahrstedt, Felicitas Pauss und Daniel Scheidegger. Imboden war bis Ende 2012 Präsident des Schweizerischen Nationalfonds.
Die Kommission legte ihren abschließenden Bericht im Januar 2016 vor. Die bisherige Förderung im Rahmen der Exzellenzinitiative bewertete sie als insgesamt erfolgreich und sprach für die Fortsetzung der Exzellenzinitiative die folgenden Empfehlungen aus:
- die Abschaffung der Förderung von Graduiertenschulen,[34] da die etablierten Mechanismen der Nachwuchsförderung sich mittlerweile als ausreichend erwiesen hätten;
- die Abschaffung der Förderung von Zukunftskonzepten, um die Universitäten zu entlasten, die bisher zur Abfassung elaborierter Veränderungspläne gezwungen waren;
- die Zusammenführung der bisherigen Förderlinien auf zwei, nämlich die Förderung thematischer Exzellenzcluster sowie die direkte Ausschüttung einer Exzellenzprämie von etwa 15 Millionen Euro an die jeweils besten zehn Universitäten.

## Grundzüge der 2019 anschließenden Exzellenzstrategie
Von Mitte 2019 an wurde gemäß einer von Bund und Ländern 2016 getroffenen Vereinbarung die Exzellenzinitiative durch eine Exzellenzstrategie abgelöst, die eine Reihe von Änderungen vornahm:
- die Förderung der Universitäten, die am 19. Juli 2019 den Exzellenzstatus erhalten, ist auf sieben Jahre angelegt und soll danach evaluiert werden, statt einem neuen Wettbewerb ausgesetzt zu sein. Sollte keine der gegenwärtig geförderten Universitäten den Exzellenzstatus verlieren, könnten bis zu 15 Universitäten im Rahmen der Exzellenzstrategie Fördermittel erhalten.
- Auswahlkriterium für die Förderung sind nur noch die vorgelegten Clusteranträge, von denen 45 bis 50 gefördert werden sollen. Zur Erlangung des Exzellenzstatus muss die einzelne Universität nunmehr mindestens mit zwei Clustern erfolgreich sein; Universitätsverbünde, wie sie in Berlin von der Freien Universität, der Humboldt-Universität und der Technischen Universität gebildet werden, müssen mit mindestens drei Clustern reüssieren, jede der beteiligten Universitäten mit mindestens einem.
- Die jährliche Förderung für einzelne Universitäten soll im Rahmen der Exzellenzstrategie zehn bis 15 Millionen Euro betragen, für Verbünde 15 bis 28 Millionen Euro. Das Fördervolumen ab 2019 beträgt insgesamt 533 Millionen Euro.